# الدوري الإسباني الدرجة الثانية ب 2005–06
الدوري الإسباني الدرجة الثانية بي 2005–06 (بالإسبانية: Segunda División B de España 2005-06)‏ هو موسم من الدوري الإسباني الدرجة الثانية بي. فاز فيه Universidad de Las Palmas CF ‏.